# USS Morrison (DD-560)
L'USS Morrison (DD-560) est un destroyer de classe Fletcher en service dans la marine des États-Unis (US Navy) pendant la Seconde Guerre mondiale. Il est nommé en l'honneur du capitaine d'armes du USS Carondelet John G. Morrison (1838–1897), qui a reçu la médaille d'honneur (Medal of Honor) pour sa bravoure exceptionnelle pendant la guerre de Sécession.

## Construction
Sa quille est posée le 30 juin 1942 au chantier naval Seattle Tacoma Shipbuilding Co. de Seattle, dans l'État de Washington. Il est lancé le 4 juillet 1943 ; parrainée par Mme Margaret M. Morrison, fille du barreur Morrison ; et mis en service le 18 décembre 1943 sous le commandement du commander Walter Harold Price.

## Historique

### Campagne du Pacifique central
Après des entraînements au large de San Diego, le destroyer rejoint le Pacifique Sud, via Pearl Harbor et les Marshall. Le Morrison patrouille dans la mer des Philippines jusqu'en mai, date à laquelle il retourne à Pearl Harbor pour un ravitaillement avant de partir pour Saipan le 13 juin, participant au débarquement deux jours plus tard. Pendant les opérations, il abat deux avions japonais.

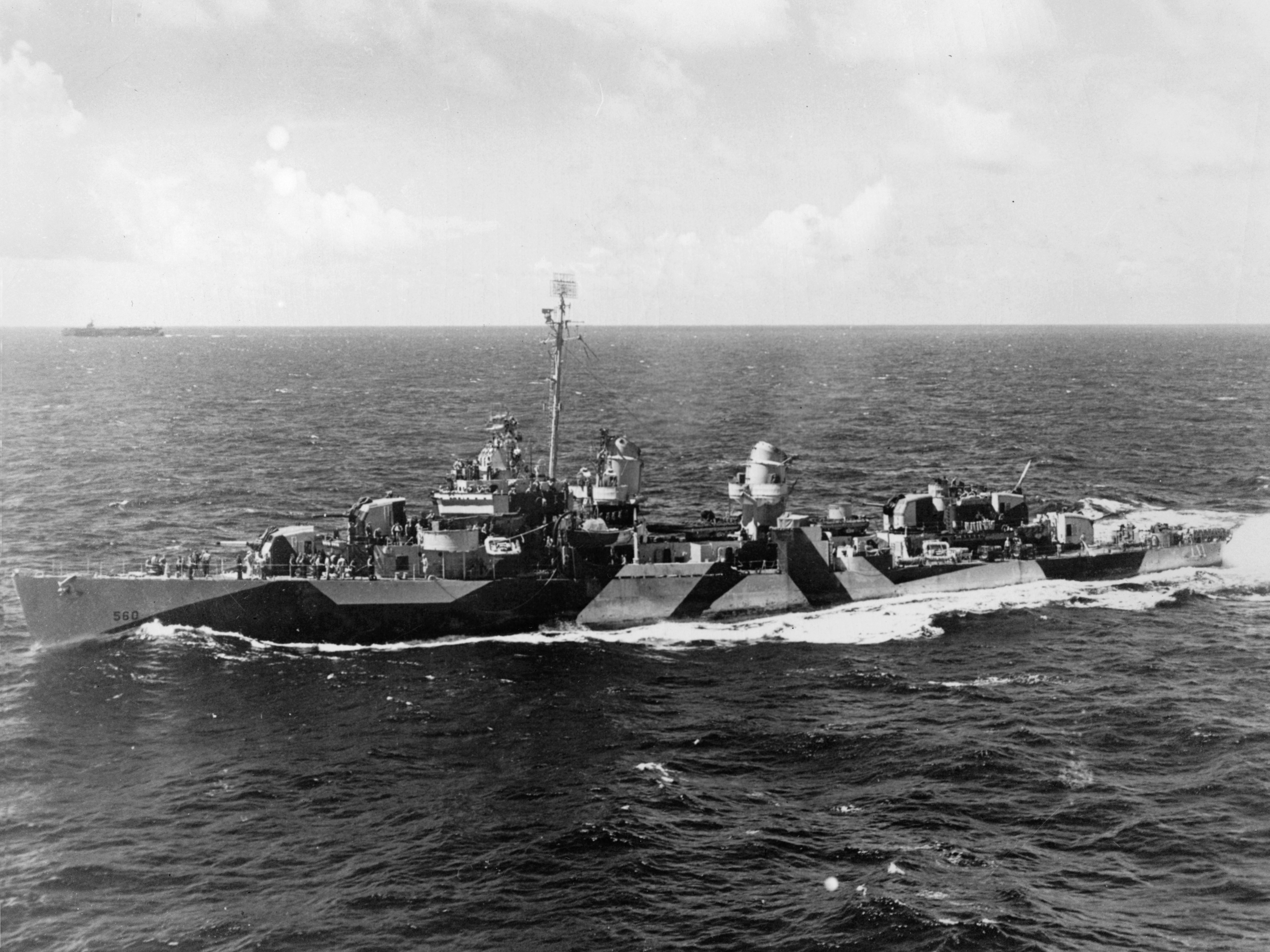
L'USS Morrison arborant le camouflage Measure 32 le 24 juillet 1944. À noter le porte-avions en arrière-plan.

Le 2 août, il rejoint à Guam avec le TG 58.4 pour les opérations aériennes suivant les débarquements de Guam le 21 juillet. Le Morrison reçoit l'ordre de rejoindre les Philippines qu'il relie au matin du 9 septembre en atteignant Mindanao. Au même moment un convoi japonais de 50 sampans et cargos est aperçu en direction du nord. Le destroyer dirige la force d'interception qui détruit les 10 à 15 sampans survivants des opérations de mitraillages par avions. Il poursuit ensuite ses opérations de frappe aérienne dans les Carolines, ainsi qu'à Peleliu, Luçon, Manille et Samar jusqu'en septembre.
En octobre, il sert de piquet radar au large d’Okinawa et fait partie de l'écran de protection de la flotte bombardant l'archipel Ryūkyū, puis Formose et Luçon au cours d’une attaque de 5 jours commençant le 12. Le 16 octobre, il couvre les croiseurs Houston et Canberra quittant Ulithi.

### Campagne des Philippines

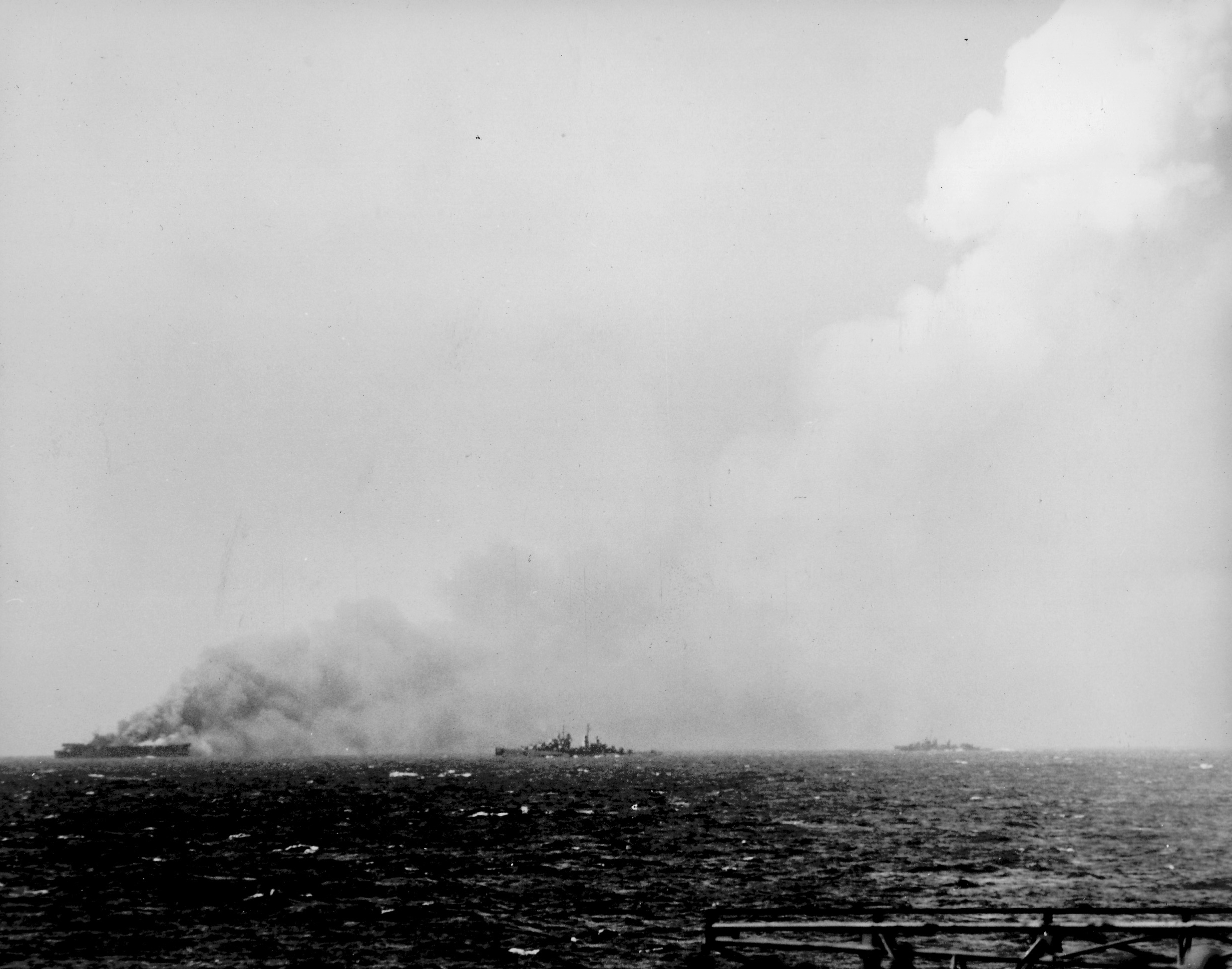
Le croiseur léger et l'USS Morrison se rapprochant de l' en flamme pendant la bataille du golfe de Leyte le 24 octobre 1944.

Pendant la bataille du golfe de Leyte du 23 au 26 octobre, le Morrison opère au large de Luçon. Le 24, il porte secours au Princeton, gravement endommagé par une bombe japonaise, recueillant environ 400 survivants en une heure et demie. Dans leur tentative de porter assistance au Princeton, le croiseur léger Birmingham, et les destroyers Morrison , Gatling et Irwin sont endommagés, d'abord par des heurts sur la coque du porte-avion, puis par des fragments arrachés à la coque lors de l'explosion des magasins de munitions du Princeton. C'est l'USS Birmingham qui sera le plus touché et qui déplorera le plus de tués à son bord.
Le Morrison débarque les survivants du Princeton à Ulithi le 27 octobre et navigue vers la côte Ouest, via Pearl Harbor, en compagnie des Irwin et Birmingham, arrivant à San Francisco le 17 novembre. Le 9 février 1945, le destroyer reprend la mer pour le Pacifique Sud pour rejoindre Pearl Harbor le 15 de ce mois.

### Bataille d'Okinawa
Après des exercices de bombardement à terre dans les îles hawaïennes, le Morrison appareille pour Ulithi le 3 mars. Le 21 mars, il rejoint la TF 54 en prévision de l'invasion d'Okinawa. Le destroyer arrive au large d'Okinawa le 25, sept jours avant le débarquement, rejoignant les préparatifs du bombardement.
Au petit matin du 31 mars, il attaque avec des charges de profondeur le sous-marin japonais I-8, qui avait été localisé par les radars de l'USS Stockton. Forcé à faire surface, le submersible fut coulé à coups de canon. Ses prochaines missions consistent à bombarder le rivage, éclairer la nuit et surveiller les mouvements au large de la place d'Amami Ō-shima. Dans la nuit du 11 avril, assisté par l'Anthony, il illumine et coule des péniches de débarquement ennemies se dirigeant vers le nord le long de la plage.
Trois jours plus tard, le Morrison commence ses missions de piquetage radar. Ses deux premières stations, au sud-ouest d'Okinawa, s'effectue de nuit. Il remplace le Daly pour la troisième station le 28 avril, après que celui-ci ait été touché par un kamikaze.
Le 30 avril, Morrison est transféré vers une station se trouvant dans une zone critique de la ligne de piquetage. Après trois jours de mauvais temps empêchant tout raids aériens, le temps à l’aube du 4 mai se veut brillant, clair et menaçant. À 07 h 15, une combat air patrol est envoyée sur zone pour stopper une force d'environ 25 avions Zeke et Val se dirigeant vers le Morrison. Entre 08 h 25 et 08 h 40, il est touché par 4 kamikazes et coulé au nord-ouest d’Okinawa à la position 27° 10′ N, 127° 58′ E. 155 membres d'équipage ont été tués et 87 autres blessés. 172 survivants, dont le commandant, seront sauvés par le LCS-21.
En juillet 1957, l'épave du Morrison fut donnée, comme 26 autres navires coulés dans la région de Ryūkyū au gouvernement des îles Ryūkyū en vue de leurs possibles renflouement.

## Décorations
Le Morrison a reçu huit battles stars pour son service pendant la Seconde Guerre mondiale.